# Mistrzostwa Europy w biathlonie
Mistrzostwa Europy w biathlonie zostały rozegrane po raz pierwszy w 1994 w fińskiej miejscowości Kontiolahti. Rozegrano wówczas trzy konkurencje: bieg indywidualny, sprint oraz bieg sztafetowy. Wszystkie konkurencje zostały rozegrane dla mężczyzn i kobiet seniorów oraz juniorów. Sztafeta kobiet rozgrywana była na dystansie 3 × 7,5 km. W 1998 na mistrzostwach w Mińsku po raz pierwszy rozegrano bieg pościgowy. W 1999 bieg pościgowy nie został włączony do programu mistrzostw w Iżewsku, a dystans kobiecej sztafety zmieniono na 4 × 7,5 km. Bieg pościgowy wszedł do programu mistrzostw na stałe w 2000, na pierwszych mistrzostwach organizowanych w Polsce, w Zakopanem/Kościelisku. W 2003 kolejny raz zmieniono dystans sztafety kobiet, na rozgrywane do dziś 4 × 6 km.
Od 2016 roku oddzielnie są rozgrywane Mistrzostwa Europy juniorów w biathlonie.

## Organizatorzy
- 1994  Kontiolahti
- 1995  Le Grand-Bornand
- 1996  Ridnaun
- 1997  Windischgarsten
- 1998  Mińsk
- 1999  Iżewsk
- 2000  Zakopane/Kościelisko
- 2001  Haute Maurienne
- 2002  Kontiolahti
- 2003  Forni Avoltri
- 2004  Mińsk
- 2005  Nowosybirsk
- 2006  Langdorf
- 2007  Bansko
- 2008  Nové Město
- 2009  Ufa
- 2010  Otepää
- 2011  Ridnaun
- 2012  Osrblie
- 2013  Bansko
- 2014  Nové Město
- 2015  Otepää
- 2016  Tiumeń
- 2017  Duszniki-Zdrój
- 2018  Ridnaun
- 2019  Raubiczy
- 2020  Otepää  Raubiczy
- 2021  Duszniki-Zdrój
- 2022  Arber
- 2023  Lenzerheide
- 2024  Osrblie
- 2025  Martell
- 2026  Sjusjøen